# ジェームス・プラディエ
ジェームズ・プラディエと名乗ったジャン＝ジャック・プラディエ（James Pradier、本名:Jean-Jacques Pradier、 1790年5月23日 - 1852年6月4日）はスイス生まれのフランスの彫刻家である。

## 略歴
ジュネーヴで、プロテスタントのフランスからの難民の息子に生まれた。兄にフランスで版画家として活躍するようになるシャルル＝シモン・プラディエ(Charles-Simon Pradier: 1786-1847)がいた。プラディエの育った時代のスイスはフランス革命の後、1798年にフランス共和国軍の侵略を受け、1803年までヘルヴェティア共和国が作られていた。10歳を少し越えたころから、時計職人の徒弟として働いていたが、美術の才能のある若者に奨学金を与えて、学ばせる制度の奨学生に1804年に兄とともに選ばれ、1807年に兄のいるパリに移り、彫刻家、フランソワ＝フレデリック・ルモ(François-Frédéric Lemot)の工房で修行した。1811年にエコール・デ・ボザールに入学した。この頃の流行にしたがって英語の名前、ジェームスを名乗るようになった。
1813年にローマ賞を受賞し、1814年からローマの在ローマ・フランス・アカデミーで学んだ。ローマに滞在していたジャン＝ピエール・コルトー(Jean-Pierre Cortot)、ジュール＝ロベール・オーギュスト(Jules-Robert Auguste)、ダヴィッド・ダンジェ(David d'Angers)といったフランスの彫刻家と知り合い、ローマのアカデミア・ディ・サン・ルカで絵も学び、イタリアの彫刻家、アントニオ・カノーヴァやイタリアで活動していたベルテル・トルバルセンの工房も訪れた。ローマで5年間、修行して1819年にパリに戻った.。
パリで高い評価をえるようになり、1819年のサロンで金メダルを取得し、1819年に国からの注文を受けるようになった。1827年に芸術アカデミーの会員に選ばれ、1828年にフランソワ＝フレデリック・ルモの後任としてエコール・デ・ボザールの教授に任命され、レジオンドヌール勲章（シュヴァリエ）を受勲した。
ローマで作品のモデルをした女性とパリに戻ったが、1825年から女優のジュリエット・ドルエと愛人関係になり、女児をもうけた。アルフレッド・ド・ミュッセやヴィクトル・ユーゴー、テオフィル・ゴーティエといった文学者たちと友人になり、ジュリエット・ドルエは1833年からヴィクトル・ユーゴーの愛人になったことで知られる。
1833年に有名な化学者、ジャン＝ピエール＝ジョゼフ・ダルセ(Jean-Pierre-Joseph d'Arcet)の娘と結婚した。この女性は金使いが荒く、浮気者で、ギュスターヴ・フローベールの小説、『ボヴァリー夫人』の主人公の人物設定にヒントを与えた女性ともいわれている。この結婚で3人の子供が生まれたが1845年に離婚した。1852年に旅行中に急死した。
新古典派の彫刻家であるが「サテュロスとバッカント」のような官能的な作品も制作した。

## 作品

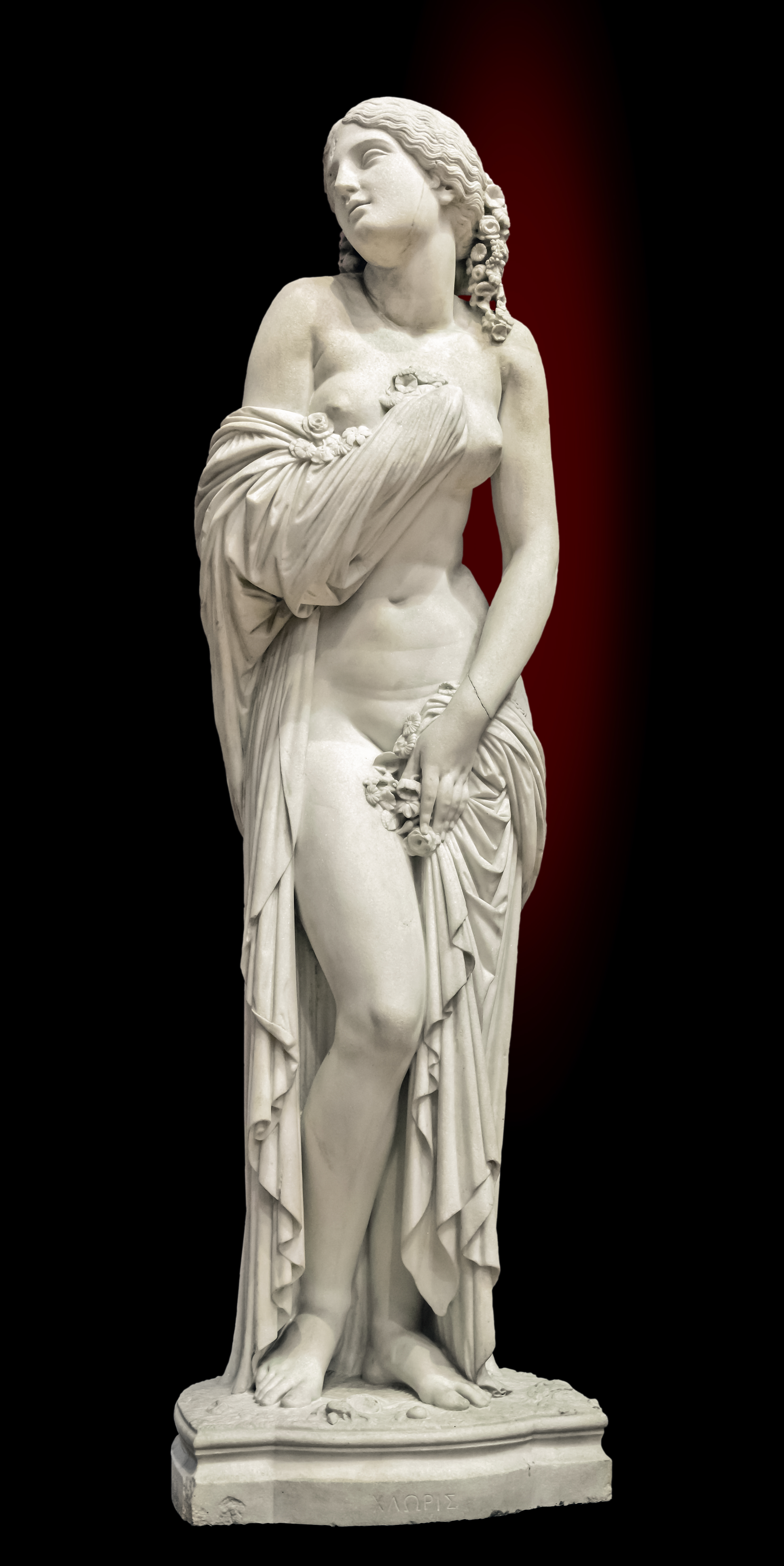
Chloris caressée par Zéphir
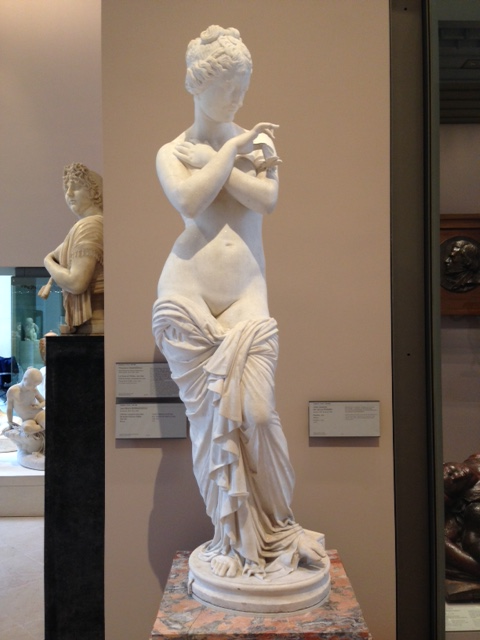
プシューケー、ルーブル美術館蔵
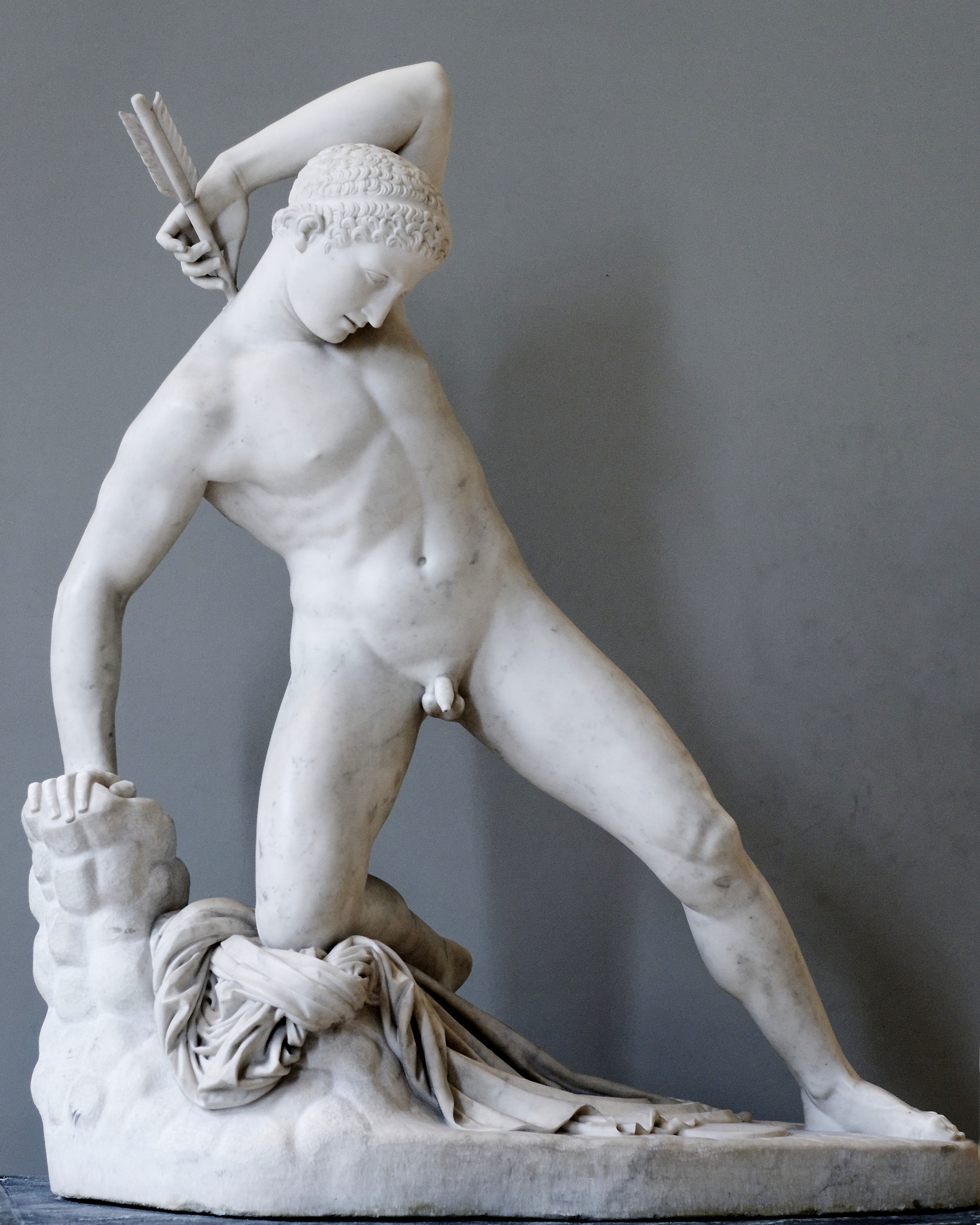
Niobid
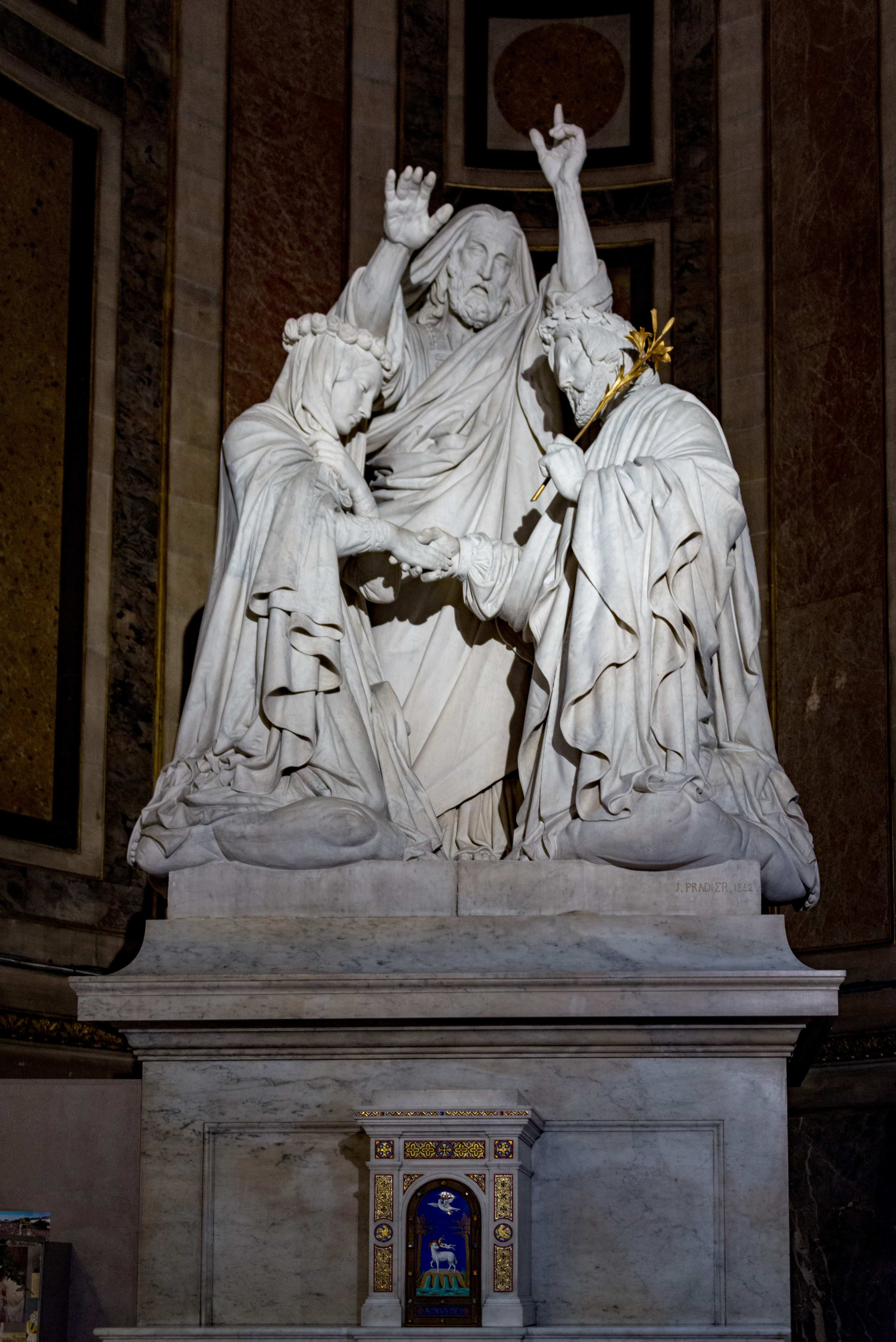
mariage de Joseph et la Vierge

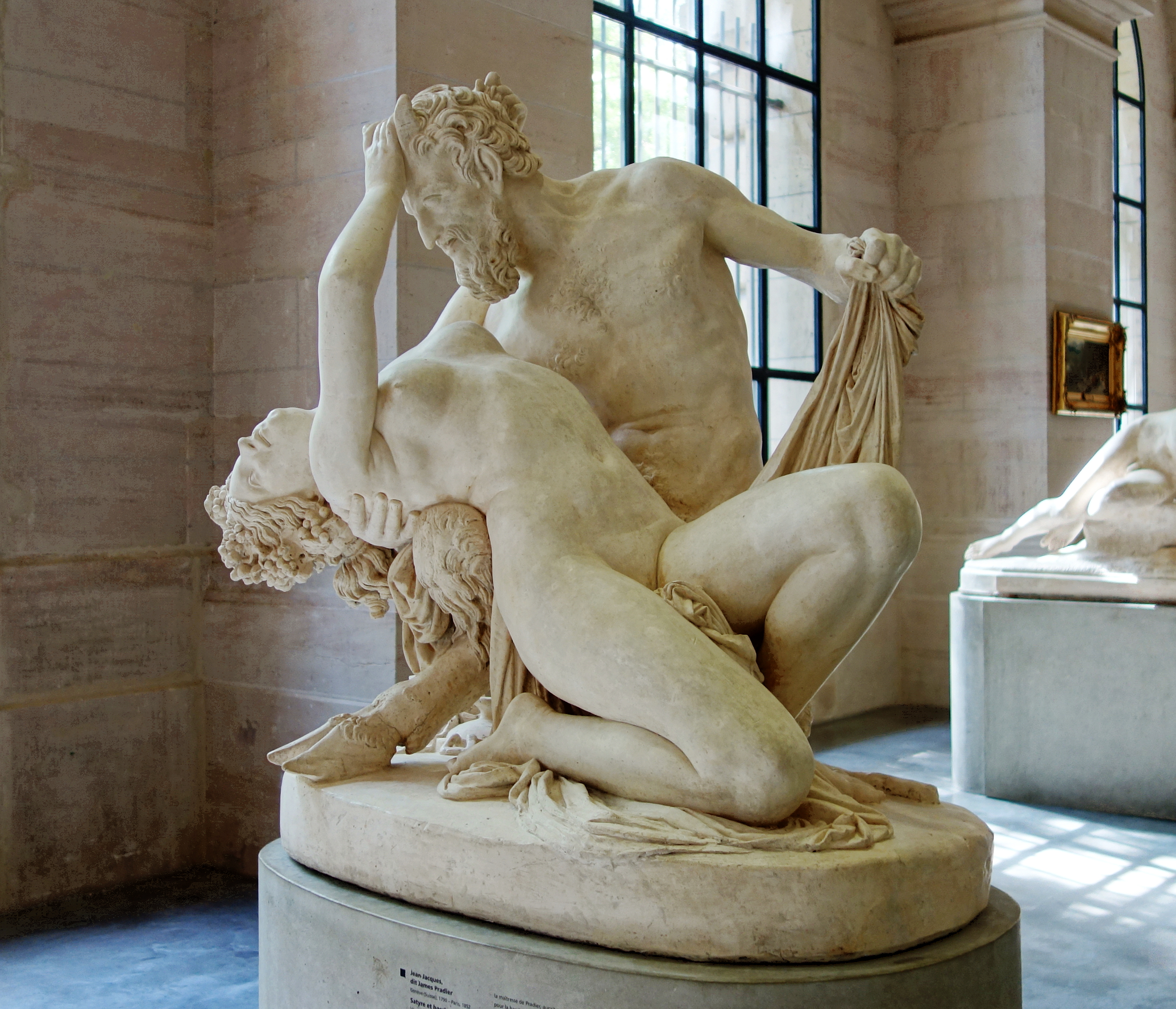
「サテュロスとバッカント」
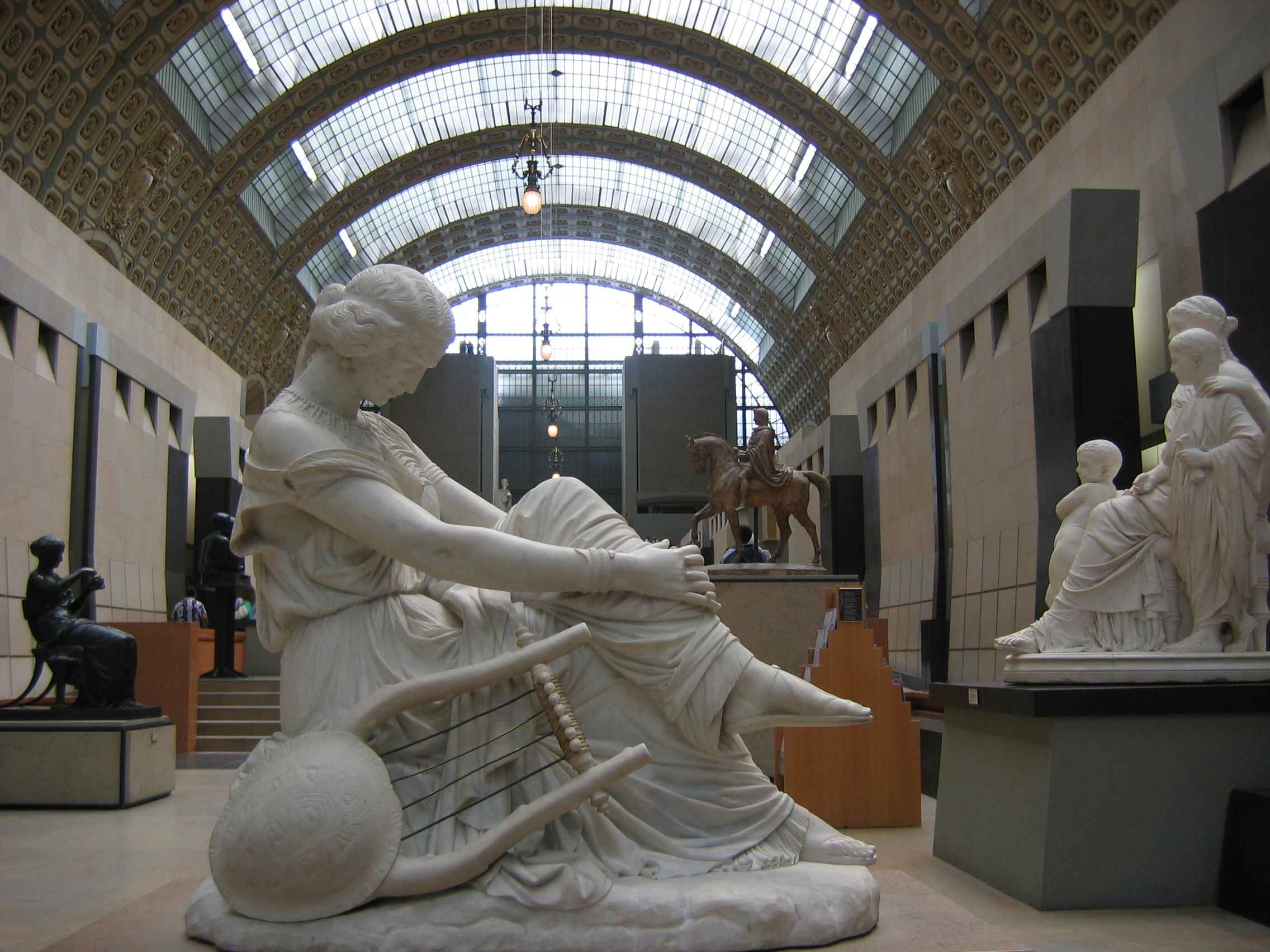
Sapho 、オルセー美術館蔵
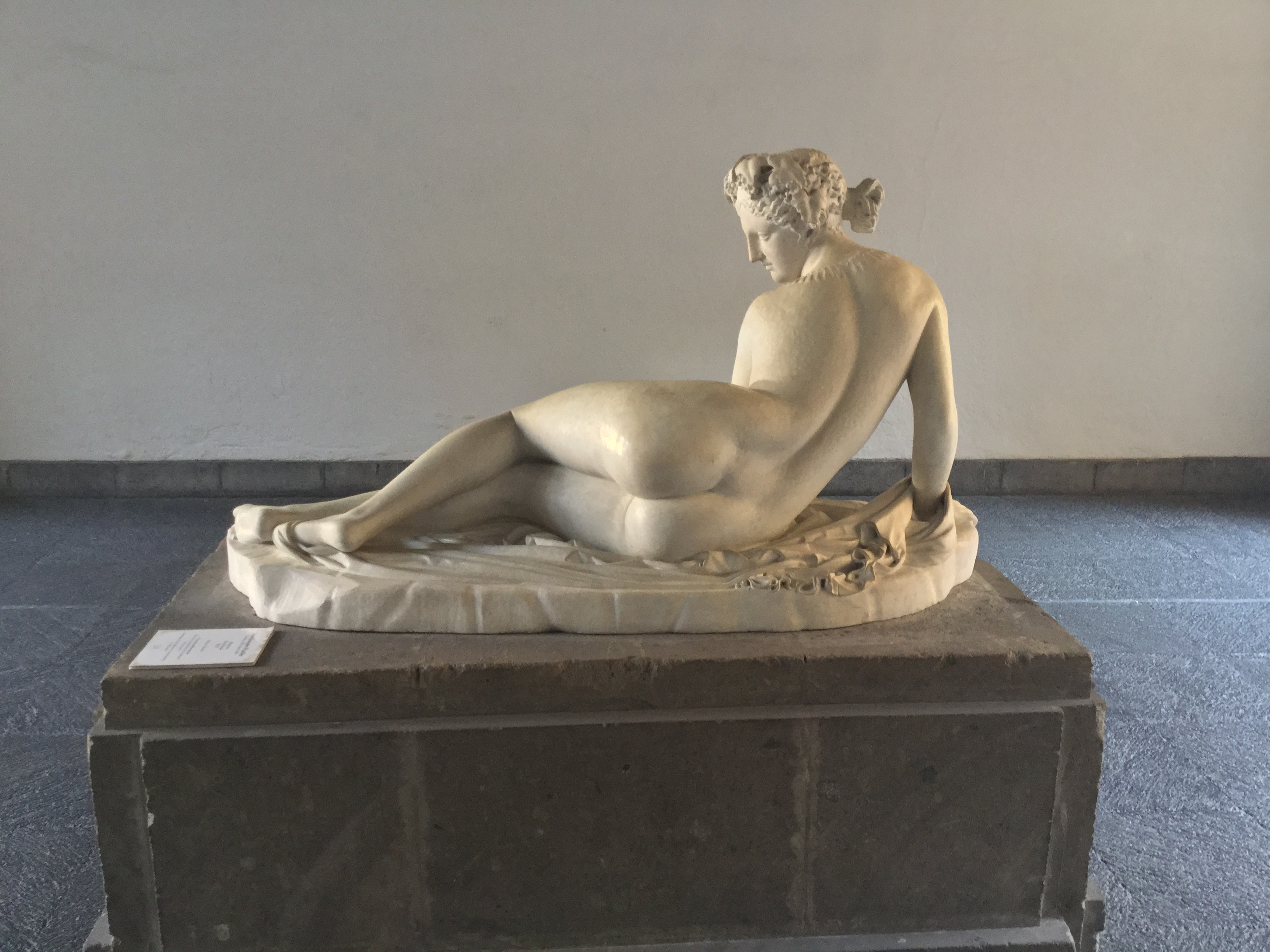
Bacante